# Ceratopetalum apetalum
Ceratopetalum apetalum, también llamado palo satinado perfumado (scented satinwood) o palo de alquitrán (tarwood), es una especie de árbol perteneciente a la familia de las cunoniáceas.

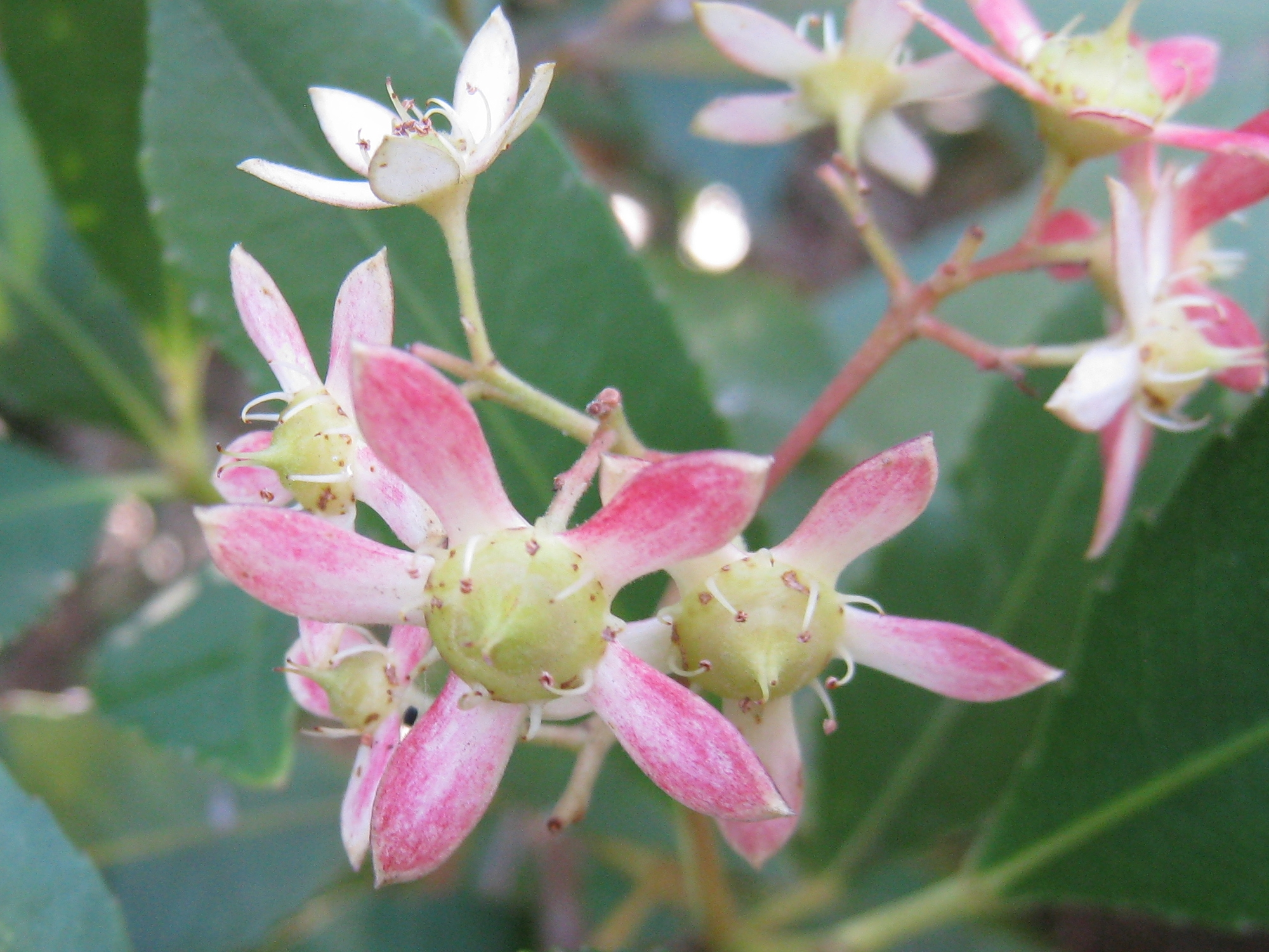
Detalle de la flor

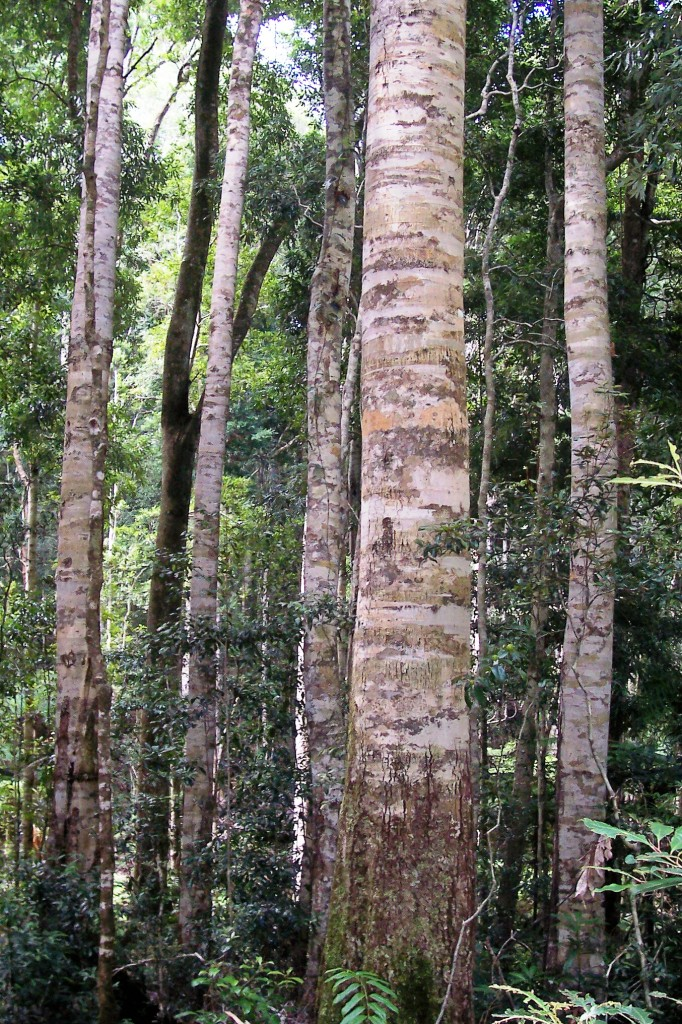
Vista del árbol

## Distribución y hábitat
Es nativo del este de Australia en los bosques templados húmedos de Nueva Gales del Sur y el sur de Queensland, y se encuentra con frecuencia en barrancos y arroyos y es comúnmente encontrado en sitios puros.

## Descripción
Es un árbol de madera dura de talla mediana, de porte recto con la corteza lisa, fragante y grisácea.
El tallo tiene marcas distintivas horizontales, o cicatrices, las cuales con frecuencia encierran el tronco. Los árboles más grandes tienen cortos contrafuertes. El duramen es atractivo con un color que varía entre el rosa pálido al café-rosáceo. La albura no es siempre fácil de distinguir. El grano es recto, de textura fina y regular. La madera tiene un característico olor a caramelo.
La madera es ligera y fácil de trabajar. Se usa para pisos, mueblería , ebanistería, arreglos de interiores, tornería, mangos de pistolas, talla de madera, chapas así también como en mástiles para embarcaciones.

## Propiedades
Principios activos: La corteza recién cortada contiene cumarina.
Otros usos: La madera, rosada, es compacta, suave y ligera, se labra con facilidad.

## Taxonomía
Ceratopetalum apetalum fue descrita por David Don y publicado en Edinburgh New Philosophical Journal 9: 94. 1830.
Sinonimia:
- Ceratopetalum monopetalum Caley ex D.Don
- Ceratopetalum montanum D.Don[3]